# Olmiccia
Olmiccia (korsisch Ulmiccia) ist eine Gemeinde auf der französischen Mittelmeerinsel Korsika. Sie gehört zum Département Corse-du-Sud, zum Arrondissement Sartène und zum Kanton Sartenais-Valinco.

## Geografie
Olmiccia liegt durchschnittlich auf 400 Metern über dem Meeresspiegel und besteht aus den Dörfern Olmiccia, Finaju, Finocchiaja und Erta. Die Nachbargemeinden sind Sainte-Lucie-de-Tallano im Norden und Osten, Granace im Süden, Sartène im Südwesten sowie Arbellara und Loreto-di-Tallano im Westen.

## Bevölkerungsentwicklung
| Jahr      | 1962 | 1968 | 1975 | 1982 | 1990 | 1999 | 2006 | 2012 |
| --------- | ---- | ---- | ---- | ---- | ---- | ---- | ---- | ---- |
| Einwohner | 104  | 71   | 73   | 94   | 84   | 82   | 99   | 112  |